# 新保安站
新保安站（Xinbaoan Railway Station）是京包铁路（原京张铁路）上的一个小火车站，位于河北省张家口市怀来县新保安镇境内。